# CFM International LEAP
CFM International LEAP ("Leading Edge Aviation Propulsion - Động lực dẫn lối hàng không") là một động cơ phản lực cao được sản xuất bởi CFM International, một liên doanh 50-50 giữa American GE Aviation và Safran Aircraft Engines của Pháp (trước đây là Hãng Snecma), kế thừa sự thành công của CFM56 trong việc cạnh tranh với Pratt & Whitney PW1000G để cung cấp động cơ cho các dòng máy bay thân hẹp.

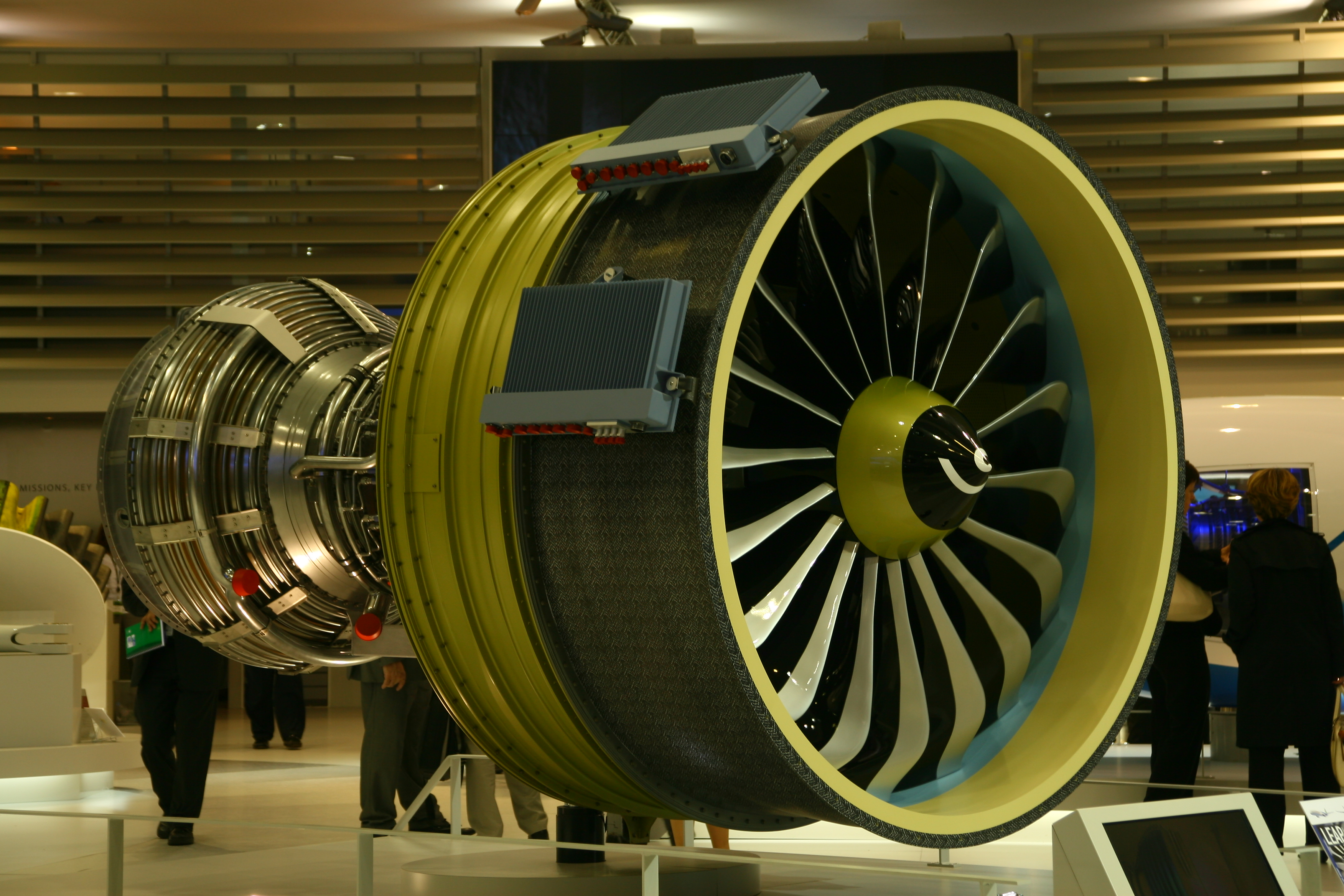
CFM LEAP-X

## Thiết kế
Cấu trúc cơ bản của LEAP bao gồm một phiên bản tuabin thấp áp thu nhỏ của Safran được sử dụng trên động cơ GEnx. Tầng cánh quạt có các lá cánh linh hoạt được sản xuất theo quy trình đúc chuyển nhựa, được thiết kế để không bị xoắn khi tốc độ quay của cánh quạt tăng. Mặc dù LEAP được thiết kế để hoạt động ở áp suất cao hơn CFM56 (đó là một phần lý do tại sao nó hiệu quả hơn), GE dự định đặt áp suất vận hành thấp hơn mức tối đa để tối ưu hóa tuổi thọ và độ tin cậy của động cơ. Đề án hiện nay cho LEAP là sử dụng nhiều vật liệu composite hơn, cánh quạt dạng đĩa (blade disk - blisk) trong máy nén, buồng đốt với  công nghệ trộn hỗn hợp Twin Annular thế hệ thứ hai (TAPS II) và tỷ số bypass ratio vào khoảng 10-11:1.
GE đang sử dụng vật liệu tổng hợp sợi gốm dạng ma trận (CMC - Ceramic Matrix Composites) để chế tạo các tấm che tuabin. Những tiến bộ công nghệ này được dự kiến sẽ tạo ra mức tiêu thụ nhiên liệu thấp hơn 16%. Độ tin cậy cũng được cải thiện bằng cách sử dụng hệ thống làm mát dầu dựa trên eductor-based tương tự như GEnx, với các bộ làm mát được gắn trên lớp lót bên trong ống dẫn của tầng cánh quạt. Theo bài báo của Tuần báo Hàng không, "Thiết bị eductor tạo ra hiệu ứng venturi, đảm bảo áp suất dương để giữ dầu trong thùng chứa bên trong thấp hơn.". Động cơ có một số thành phần được in 3D đầu tiên được FAA phê chuẩn.

## Phát triển
LEAP kết hợp các công nghệ mà CFM đã phát triển như một phần của chương trình mua lại công nghệ LEAP56, mà CFM đã ra mắt năm 2005. Động cơ được chính thức ra mắt với tên LEAP-X vào ngày 13 tháng 7 năm 2008. Nó được dự định là một sự kế thừa cho CFM56-5B và CFM56-7B.
Năm 2009, COMAC đã chọn động cơ LEAP cho máy bay Comac C919. Máy bay đã được bắt đầu thử nghiệm vào năm 2016. Tổng cộng, 28 động cơ thử nghiệm sẽ được CFM sử dụng để đạt được chứng nhận động cơ và 32 động cơ khác sẽ được Airbus, Boeing và COMAC sử dụng cho các chương trình thử nghiệm và chứng nhận máy bay. Động cơ đầu tiên bước vào chương trình thử nghiệm đã đạt và duy trì lực đẩy 33.000 lbf (150 kN), cần thiết để đáp ứng mức công suất cao nhất cho dòng Airbus A321neo. Mẫu động cơ tương tự cuối cùng đạt lực đẩy 35.000 lbf (160 kN) khi chạy thử nghiệm.
Ngày 6 tháng 10 năm 2014, General Electric đã thực hiện chuyến bay thử nghiệm đầu tiên của động cơ LEAP-1C, tại Victorville, California, với động cơ được gắn trên máy bay thử nghiệm bay Boeing 747 của công ty. Phiên bản LEAP-1C có hệ thống thổi ngược được trang bị vòng chữ O thay thế cho cửa 2 mảnh. Hệ thống thổi ngược được triển khai bằng phương pháp trượt vòng chữ O, giảm lực cản do thiết kế cũ gây ra và cải thiện hiệu quả. Vào tháng 4 năm 2015, đã có báo cáo rằng mẫu LEAP-1B đang bị thiếu hụt tới 5% mức giảm tiêu thụ nhiên liệu được hứa hẹn. Nó đã nhận được phê duyệt ETOPS 180 phút từ Cơ quan Hàng không Liên bang Hoa Kỳ và Cơ quan An toàn Hàng không Châu Âu vào ngày 19 tháng 6 năm 2017.

### Đặt hàng
Vào ngày 20 tháng 7 năm 2011, American Airlines thông báo rằng họ đã lên kế hoạch mua 100 máy bay Boeing 737 có động cơ LEAP-1B. Dự án đã được Boeing phê duyệt vào ngày 30 tháng 8 năm 2011 với tên Boeing 737 MAX. Southwest Airlines là khách hàng đầu tiên của dòng 737 MAX với đơn đặt hàng 150 máy bay.
CFM International cung cấp hỗ trợ cho động cơ và ký hợp đồng 15 năm cho Giờ bay với Loong Air cho 20 động cơ LEAP-1A với giá 333 triệu USD, tương đương 3039 USD mỗi động cơ mỗi ngày, trái ngược với 138 triệu USD cho 17 động cơ CFM International CFM56 trong 12 năm hoặc 1852 USD mỗi động cơ mỗi ngày. Vì một số động cơ A320neo cho Tập đoàn All Nippon Airways của Nhật Bản cũng đã được đặt hàng vào năm 2014, có khả năng sẽ chọn động cơ LEAP.
Trong năm 2016 CFM đã có 1.801 đơn đặt hàng, đơn hàng LEAP chưa bàn giao ở mức hơn 12.200 động cơ với hơn 170 tỷ USD theo giá niêm yết. Đầu năm 2018, số lượng đặt hàng ở mức 14500 động cơ, với 59% thị phần của thị trường A320neo cho khách hàng quyết định vì nó có lợi thế lớn hơn so với 18% về tỷ lệ sử dụng Pratt & Whitney PW1000G.
Đến tháng 7 năm 2018, trong 8 năm, LEAP đã có 16.300 động cơ được đặt hàng và bán trong khi có 35.000 động cơ CFM56 đã được bán. Số lượng động cơ LEAP được sản xuất trong 5 năm đã vượt mức số lượng động cơ CFM56 được sản xuất trong 25 năm. Nó là động cơ phản lực được đặt hàng nhiều thứ hai sau dòng CFM56 đã 44 năm tuổi. Thị phần động cơ A320neo của LEAP là 58,6% trong khi một phần ba số máy bay chưa chọn động cơ, trong khi dòng CFM56 chiếm tới 60% thị phần của thị trường A320ceo.

### Sản xuất
Năm 2016,